# Los Santos de Maimona
Los Santos de Maimona település Spanyolországban, Badajoz tartományban. Los Santos de Maimona Zafra, Fuente del Maestre, Villafranca de los Barros, Ribera del Fresno, Hinojosa del Valle, Usagre és Puebla de Sancho Pérez községekkel határos. Lakosainak száma 8070 fő (2024).

## Népesség
A település népessége az utóbbi években az alábbiak szerint változott:
| Lakosok száma | 7902 | 7911 | 8036 | 8193 | 8244 | 8249 | 8218 | 8091 | 8064 | 8070 |
|               | 2001 | 2004 | 2006 | 2009 | 2011 | 2014 | 2016 | 2019 | 2021 | 2024 |